# Universidade de Helmstedt
[[Imagem:Juleum Helmstedt Collegium.jpg|thumb|Universidade de Helmstedt no {{séc|XVII]]

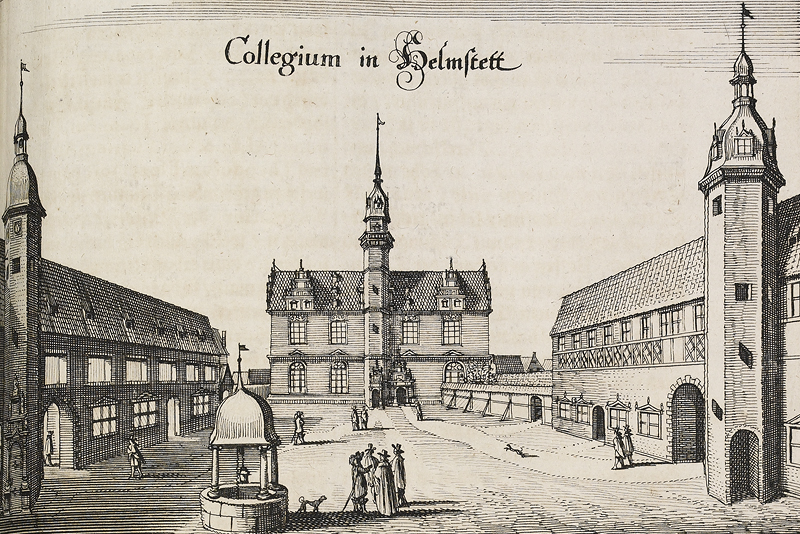
Universidade de Helmstedt no séc|XVII

A Universidade de Helmstedt (em alemão: Universität Helmstedt; nome oficial em latim: Academia Julia, Academia Julia Carolina ou academia helmstadiensis) foi uma universidade em Helmstedt, no Principado de Brunsvique-Volfembutel, atual Alemanha. Foi fundada em 6 de julho de 1574, por Júlio, Duque de Brunsvique-Volfembutel (r. 1568–1589), porém entrou em atividade somente em 15 de outubro de 1576 tendo fechado suas portas em 1809 ou 1810, por iniciativa de Johannes von Müller, diretor de instrução pública do Reino de Vestfália. Foi a primeira universidade do ducado e primeira universidade protestante do norte do Sacro Império Romano-Germânico, tornando-se rapidamente a maior universidade de língua alemã. Os príncipes de Wolfenbüttel mantinham o cargo de reitores, sendo o primeiro deles o filho de 12 anos de Júlio, Henrique Júlio.
A universidade tinha quatro faculdades: teologia, direito, medicina e filosofia, além das sete artes
liberais. O grande auditorium, chamado de Juleum Novum, foi erigido em 1592. No século XVIII, Helmestedt perdeu sua fama em favor das novas universidades, como a Universidade de Gotinga.

## Professores e alunos famosos da Universidade de Helmstedt
- Joachim Mynsinger von Frundeck (1514-1588) jurista
- Martin Chemnitz (pai; 1522-1586) professor, teólogo e reformador
- Tilemann Hesshus (1527-1588) professor e teólogo luterano
- David Chyträus (1530-1600) professor, teólogo, historiador e reitor
- Jacob Lucius, o Velho (1530-1597) ilustrador e livreiro
- Valentin Forster (1530-1608) jurista
- Heinrich Paxmann (1531-1580) professor, reitor e médico
- Owen Günther (1532-1615) filósofo
- Johannes Caselius (1533-1613) professor, humanista, jurista e filólogo
- Johannes Borcholten (1535-1593) professor e jurista
- Valentin Schindler (1543-1604) filólogo e orientalista
- Johannes Olearius (1546–1623) filólogo e teólogo luterano
- Pancraz Krüger (1546-1614) humanista e pedagogo
- Magnus Pegel (1547-1619) professor, médico e matemático
- Dethard Horst (1548-1618) jurista
- Giordano Bruno (1548-1600) professor, filósofo, matemático e poeta
- Basilius Sattler (1549-1624), teólogo luterano
- Herman Niger (1550-?) jurista
- Hermann Neuwalt (1550-1611) professor e médico
- Heinrich Grünfeld (Jurista) (1551-1619)
- Johann Sötefleisch, o Velho (1552-1620) teólogo luterano
- Andreas Cludius (1555-1624) jurista
- Heinrich Meibom, o Velho (1555-1625) aluno e professor, poeta e historiador
- Johann Arndt (1555-1621) aluno, teólogo luterano
- Weischner Lukas (1555-1609) bibliotecário e encadernador
- Sethus Calvisius (1556-1615) aluno, compositor, matemático e astrônomo
- Heinrich Papenburger (1558-1606) teólogo luterano
- Johann Barter (1558-1617) professor e jurista
- Leopold Hackelmann (1558-1619) aluno e jurista
- Duncan Liddel (1561-1613) médico e astrônomo
- Martin Chemnitz (filho; 1561–1627) aluno e jurista
- Heinrich Julius, Duque de Braunschweig-Wolfenbüttel (1564-1613) aluno e primeiro reitor da Universidade de Helmstedt
- Johannes Posselius, o Jovem (1565-1623) aluno, helenista e reitor da Universidade de Rostock
- Theodor Adamius (1566-1613) jurista
- Valens Acidalius (1567-1595) crítico, poeta de idioma latino
- Cornelius Martini (1568-1621) teólogo e reformador
- Johann von Fuchte (1568-1622) aluno e professor, teólogo evangélico
- Jakob Martini (1570-1649) aluno, filósofo e teólogo luterano
- Jacob Lucius, o Jovem (1570-1616) livreiro
- Henning Arnisaeus (1575-1636) aluno e professor, médico e filósofo
- Johannes Lotichius (1576-1650) jurista
- Theodor Berckelmann (1576-1645) teólogo luterano e poeta latinista
- Johann Angelius Werdenhagen (1581-1652) aluno e professor, filósofo e diplomata
- Johann Freitag (1581-1641) aluno, professor e médico
- Christoph Heidmann (1582-1627) aluno e professor, filólogo e geógrafo
- Johann Wissel (1584-1656) jurista
- Johann Thomas Cludius (1585-1642) jurista
- Georgius Calixtus (1586-1656) professor e teólogo luterano
- Joachim Jungius (1587-1657) professor, físico, matemático e filósofo
- Johann Stucke (1587-1663) professor e jurista
- Johan Adler Salvius (1590-1652) aluno e diplomata
- Johann Heinrich Meibom (1590-1655) aluno, professor de medicina e médico
- Konrad Hornejus (1590-1649) aluno e professor, teólogo evangélico
- Statius Fabricius (1591-1651) aluno e professor de teologia
- Johann Lüders (Jurista) (1592-1633)
- Andreas Kinderling (1593-1664) lógico e físico
- Michael Walther, o Velho (1593-1662) professor e teólogo luterano
- Heinrich Julius Scheurl (1600-1651) filósofo
- Johann Schröder (1600-1664) aluno e médico
- Christoph Schrader (1601-1680) aluno e professor, retórico e bibliotecário
- Otto von Guericke (1602-1689) aluno, jurista e inventor
- Jacob Tappe (1603-1680) aluno e professor, médico
- Johann Baldovius (1604-1662) teólogo luterano
- Heinrich Wendt (1605-1683) aluno, cronista
- Hermann Conring (1606-1681) historiador e publicista
- Georg Werner (jurista) (1608-1671) jurista
- Heinrich Binnius (1610-1665)
- Johann Mehlbaum (1611-1656) jurista
- Justus Georg Schottelius (1612-1676) aluno e poeta
- Balthasar Cellarius (1614-1689) professor, teólogo
- Johannes Henichius (1616-1671) aluno, teólogo luterano
- Johann Andreas Quenstedt (1617-1688) aluno, teólogo luterano
- Johann Eichel von Rautenkron (1621-1688), etnólogo e jurista
- Daniel Clasen (1622-1678) jurista
- Friedrich Ulrich Calixt (1622-1701) aluno e professor, teólogo luterano
- Joachim Hildebrand (1623-1691) teólogo luterano
- Enoch Gläser (1628-1668) aluno e professor, jurista e poeta
- Samuel Rachel (1628-1691) jurista, bibliotecário e diplomata
- Georg von Dassel (1629-1687) aluno, político
- Hulderich von Eyben (1629-1699) professor, jurista
- Anton Ulrich, Duque de Braunschweig-Lüneburg (1633-1714) aluno
- Gebhardt Theodor Meier (1633-1693) teólogo evangélico
- Philipp Ludwig Probst (1633-1718) aluno, erudito e primeiro-ministro
- Heinrich Rixner (1634-1692) teólogo evangélico
- Peter Axen (1635-1707) aluno, filólogo, humanista e diplomata
- Magnus von Wedderkop (1637-1721) aluno e jurista
- Georg Engelbrecht, o Velho (1638-1705) aluno, professor e jurista
- Heinrich Meibom, o Jovem (1638-1700) aluno e professor
- Johann Heinrich Bötticher (1638-1695) jurista
- Johannes Saubert, o Jovem (1638-1688) aluno e professor, teólogo luterano e orientalista
- Michael Walther, o Jovem (1638-1692) aluno, matemático e teólogo luterano
- Paul Heigel (1640-1690) matemático e teólogo evangélico
- Paul von Fuchs (1640-1704) aluno, ministro da Prússia
- Adam Tribbechov (1641-1687) aluno, teólogo e historiador
- Heinrich Uffelmann (1641-1680) teólogo evangélico
- Caspar Sagittarius (1643-1694) aluno, historiador
- Johann Eisenhart (1643-1707) jurista
- Johann Barthold Niemeier (1644-1708)
- Johann Fabricius (teólogo) (1644-1729) teólogo luterano
- Johann Gotthard Böckel (1645-1702) jurista
- Johann Heinrich Horb (1645-1695) aluno, teólogo evangélico
- David Caspari (1648-1702) teólogo luterano
- Justus Cellarius (1649-1689) físico e teólogo evangélico
- Augustus Quirinus Rivinus (1652-1723) médico e botânico
- Johann Andreas Schmidt (1652-1726) professor, historiador e teólogo luterano
- Andreas Homborg (1656-1714) jurista
- Johann Andreas Stisser (1657-1700) professor de medicina e botânica
- Hermann von der Hardt (1660-1746) professor, historiador e orientalista
- Johann Werlhof (1660-1711) jurista
- Konrad Barthold Behrens (1660-1736) aluno, médico e historiador
- Christian Heinrich Behm (1662-1740) aluno, abade
- Johann Christian Lünig (1662-1740) aluno, jurista, historiador e publicista
- Christian Wilhelm von Eyben (1663-1727) aluno, diplomata e jurista
- Johann Carl Spies (1663-1729) médico
- Johann Christoph Wichmannshausen (1663-1727) aluno e orientalista
- Johann Karl Spies (1663-1729) professor, médico particular de Anton Ulrich, Duque de Braunschweig-Wolfenbüttel
- Johann Georg von Eckhart (1664-1730) professor, historiador e bibliotecário
- Johann Georg Steigerthal (1666-1740) aluno, professor e médico particular de George I da Inglaterra
- Philipp Ludwig Böhmer (1666-1735) teólogo luterano
- Andreas Julius Bötticher (1672-1719) médico
- Jacob Paul von Gundling (1673-1731) aluno, historiador
- Johann Friedrich Hodann (1674-1734) aluno, teólogo e pedagogo
- Johann Wilhelm Engelbrecht (1674-1729) jurista
- Caspar Abel (1676-1763) teólogo, historiador e poeta
- Johann Paul Kress (1677-1741) jurista
- Brandan Meibom (1678-1740) aluno e professor de patologia, semiótica e botânica
- Philipp Julius Rehtmeyer (1678-1742) aluno e historiador
- Georg Engelbrecht, o Jovem (1680-1735) jurista
- Augustin Leyser (1683-1752) professor, jurista
- Johann Wilhelm von Göbel (1683-1745) jurista
- Lorenz Heister (1683-1758) professor, botânico e anatomista
- Christoph Johann Conrad Engelbrecht (1690-1724) jurista
- Georg Heinrich Zincken (1692-1769) jurista
- Johann Konrad Sigismund Topp (1692-1757) professor e jurista
- Simon Friedrich Hahn (1692-1729) bibliotecário e historiador
- Johann Lorenz von Mosheim (1693-1755) professor e teólogo luterano
- Peter Gericke (1693-1750) professor de anatomia, química e farmácia
- Johann Georg Pertsch (1694-1754) professor e jurista
- Johann Wolfgang Kipping (1695-1747) jurista
- Johann Christoph Harenberg (1696-1774) aluno, historiador e teólogo evangélico
- Paul Gottlieb Werlhof (1699-1767) aluno, médico e poeta
- Anton Wilhelm Amo (1700-1754) aluno, filósofo e jurista
- Franz Karl Conradi (1701-1748) jurista
- Johann Nicolaus Frobesius (1701-1756) aluno, filósofo e matemático
- Christoph Timotheus Seidel (1703-1758) professor e teólogo
- Johann Friedrich Crell (1707-1747) professor, anatomista e fisiologista
- Johann Hinrich Pratje (1710-1791) aluno e historiador
- Gottfried Ludwig Mencke, o Jovem (1712-1762) professor e jurista
- Johann Friedrich Karl von Alvensleben (1712-1795) aluno, ministro
- Johann Gottlob Krüger (1715-1759) professor, médico e naturalista
- Johann Ernst Schubert (1717-1774) professor e teólogo evangélico
- Michael Gottlieb Agnethler (1719-1752) naturalista e numismata
- Carl Gerhard Wilhelm Lodtmann (1720-1755) jurista, historiador e filósofo
- Franz Dominikus Häberlin (1720-1787) professor, historiador e puiblicista
- Johann Benedikt Carpzov (1720-1803) filólogo e teólogo
- Johann Friedrich Eisenhart (1720-1783) aluno, professor e jurista
- Ernst August Bertling (1721-1769)
- Franz Ignatius Rothfischer (1721-1755) professor de filosofia e teólogo
- Johann Christian Wernsdorf I. (1723-1793) professor, poeta e retórico
- Philipp von Westphalen (1723-1792) aluno e conselheiro do duque Ferdinand von Braunschweig-Wolfenbüttel
- Johann Christoph Stockhausen (1725-1784) pedagogo e teólogo luterano
- Georg Samuel Madihn (1729-1784) jurista
- Gottfried Christoph Beireis (1730-1809) aluno, médico, físico e químico
- Wilhelm Abraham Teller (1734-1804) professor e teólogo evangélico
- Johann Georg Jacobi (1740-1814) aluno, poeta e publicista
- Johann Kaspar Velthusen (1740-1814) teólogo evangélico
- Johann Philipp Du Roi (1741-1785) aluno, médico e botânico
- Gottlob Benedikt von Schirach (1743-1804) publicista e historiador
- Johann Christian Ludwig Hellwig (1743-1831) aluno, matemático e naturalista
- Paul Jakob Bruns (1743-1814) professor e teólogo luterano
- Lorenz von Crell (1744-1816) aluno e professor, médico e químico
- Heinrich Philipp Sextro (1746-1838) professor, teólogo luterano
- Joachim Heinrich Campe (1746-1818) aluno, lexicógrafo e editor
- Benjamin Georg Peßler (1747-1814) aluno, inventor e teólogo luterano
- Heinrich Philipp Konrad Henke (1752-1809) aluno, teólogo luterano
- Anton August Heinrich Lichtenstein (1753-1816) orientalista, zoólogo e bibliotecário
- Wilhelm Hermann Georg Remer (1755-1850) médico
- Johann Wilhelm Ludwig von Luce (1756-1842) aluno e médico
- Karl Friedrich Häberlin (1756-1808) aluno e professor, jurista e diplomata
- August Lafontaine (1758-1831) aluno, escritor
- Johann Ernst von Alvensleben (1758-1827) aluno, chefe de estado
- David Julius Pott (1760-1838) teólogo luterano
- Johan Gadolin (1760-1852) aluno, químico finlandês
- Gottlob Ernst Schulze (1761-1833) filósofo
- Theodor Hagemann (1761-1827) jurista
- Gabriel Peter von Haselberg (1763-1838) jurista
- Wilhelm Josephi (1763-1845) aluno e cirurgião
- Hans von Held (1764-1842) aluno, escritor e funcionário público
- Johann Friedrich Pfaff (1765-1825) professor e matemático
- Jacobson Israel (1768-1828) banqueiro
- Karl Bege (1768-1849) aluno, jurista e historiador
- Karl Heinrich Georg Venturini (1768-1849) aluno e teólogo
- Gabriel Gottfried Bredow (1773-1814) professor e historiador
- Johann Heinrich Bernhard Dräseke (1774-1849) aluno, bispo e teólogo evangélico
- Friedrich Gottlieb Crome (1776-1850) aluno, teólogo luterano
- Carl Friedrich Gauß (1777-1855) aluno, físico, matemático e astrônomo
- Johann Ludwig Christian Carl Gravenhorst (1777-1857) aluno, zoólogo e entomologista
- Carl Benedict Hase (1780-1864), helenista francês
- Christian Heinrich Bünger (1782-1842) anatomista
- Ferdinand Mackeldey (1784-1834) aluno e professor, jurista
- Julius Hundeiker (1784-1854) aluno e romancista
- Wilhelm Gesenius (1786-1842) aluno, teólogo
- Wilhelm Theodor Hundeiker (1786-1828) aluno, pedagogo e filólogo
- Christian Ludwig Gerling (1788–1864) aluno, físico, matemático e astrônomo
- Hoffmann von Fallersleben (1798-1874) poeta